# サック・ノエル
サック・ノエル（Sak Noel、出生名: イサーク・マームード・ノエル、1983年4月12日 – ）は、スペイン・カタルーニャ州ジローナ県ラ・サリェラ・ダ・テル出身のDJ、音楽プロデューサー、ソングライター、ミュージックビデオ監督。
音楽活動は2011年からで、自主レーベルのMogudaより主にハウス・ミュージック、テクノ・ミュージック関連の音楽を発表している。

## 経歴
ノエルは1983年4月13日にスペインのジローナen:La Cellera de Terに生まれた。
電子音楽の影響を受け、後に自主レーベルとなる会社、Mogudaを興しカタルーニャ語の電子音楽を作ることになった。
中でも、2011年に発表された『Loca People』はノエルの曲の代表作として名高い。

## ディスコグラフィー

### スタジオ・アルバム
- 『Crazy Society Trilogy』（2012年）

### シングル
- 『Loca People』（2011年）
  - オーストラリア[2]、ウルトラトップ50[3]、en:Tracklisten[4]、ダッチトップ40（英語版）[5]、全英シングルチャート[6]で1位を記録した。
- 『en:Paso (The Nini Anthem)』（2011年）
- 『Where? (I Lost My Underwear)』（2012年）

### リミックス・その他
- 『Paso（The Nini Anthem）』
- 『Loca People』（With en:Pitbull (rapper)&Sensato）
- 『En Verano Todos Locos』
- 『Esta es mi Fiesta』（With en:Xana）